# Charles-F.-Adams-Klasse
Die Charles-F.-Adams-Klasse war eine Klasse von Lenkwaffenzerstörern, von der für die United States Navy 23 Einheiten gebaut wurden. Jeweils drei weitere wurden auf US-Werften für die  Bundesmarine und für die Royal Australian Navy gefertigt. Vier der USN-Schiffe wurden 1991 von Griechenland übernommen. Die ab 1960 in Dienst gestellten Einheiten wurden Anfang der 1990er (USN) respektive um die Jahrtausendwende (andere Betreiber) außer Dienst gestellt.

## Geschichte

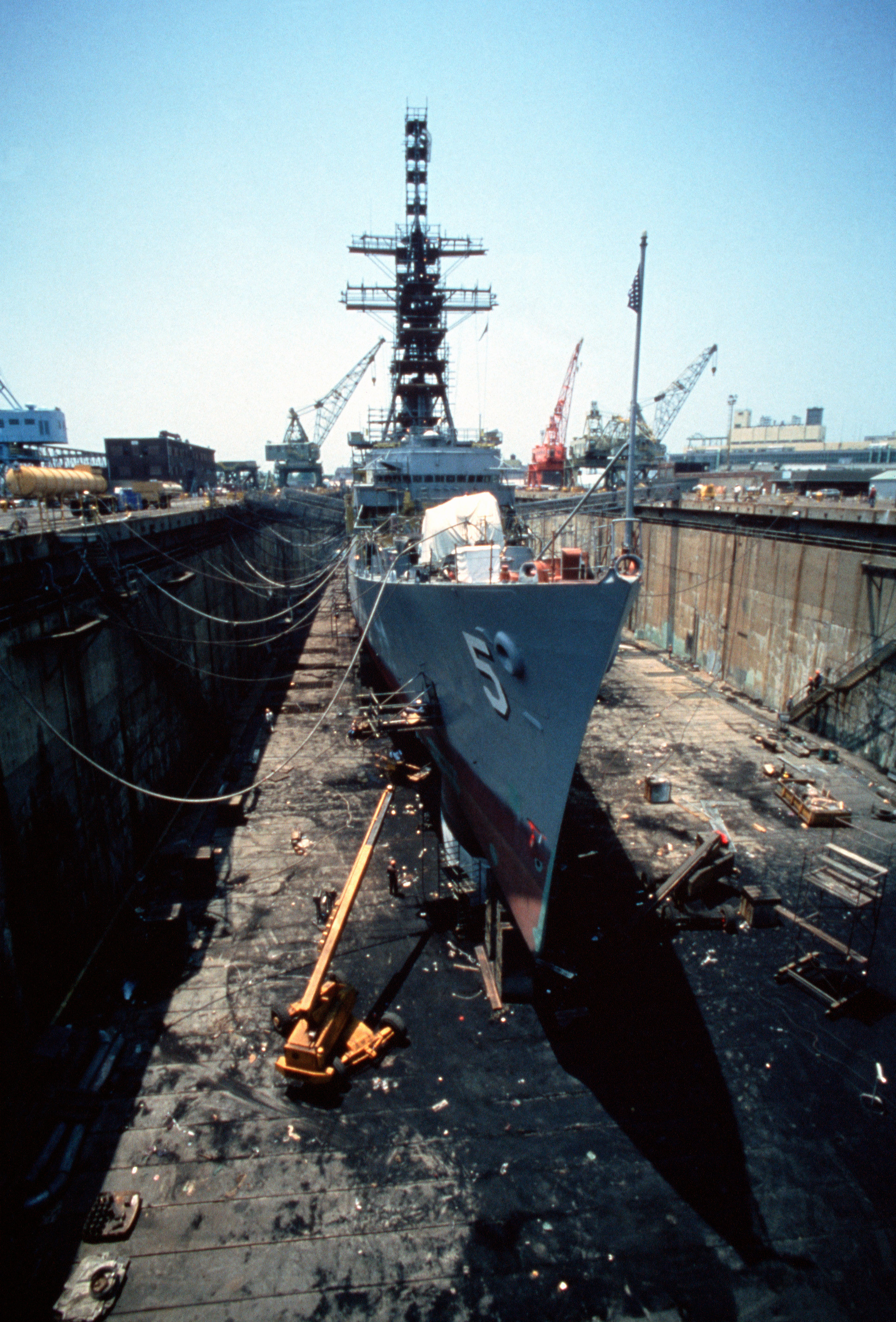
Die Claude V. Ricketts im Dock

### Bau
Die Planung zum Bau der Zerstörer der Charles-F.-Adams-Klasse begann Mitte der 1950er Jahre. Ursprünglich sollten die Schiffe lediglich leicht verbesserte Einheiten der Forrest-Sherman-Klasse darstellen, entsprechend wurden die Rumpfnummern der ersten acht Einheiten als DD-952 bis DD-959 gewählt. 1957 wurde die Klassifikation von Zerstörer (DD) auf Lenkwaffenzerstörer (DDG) geändert, außerdem wurde die laufende Nummer geändert, so dass die erste Einheit DDG-2 war. Die 23 Einheiten der Klasse, die für die US Navy gebaut wurden, wurden auf sechs Werften gefertigt, wodurch die ganze Klasse innerhalb von nur rund vier Jahren fertiggestellt werden konnte (Baubeginn der ersten Einheit war 1958, der der Letzten 1962). Diese sechs Werften waren Avondale Shipyard für zwei Zerstörer, Lockheed Shipbuilding and Construction Company für drei Schiffe, Bath Iron Works, Todd Pacific Shipyards und Defoe Shipbuilding Company für je vier Schiffe und New York Shipbuilding als größter Auftragnehmer für sechs Adams. Da während der Bauphase – obwohl sie kurz war – neue Waffen und Ausrüstung auf den Markt kamen, unterscheiden sich die ersten 13 Einheiten merklich von den letzten 13. Die Gesamtbaukosten pro Schiff lagen bei ca. 34 Mio. US-Dollar.

### Betreiber

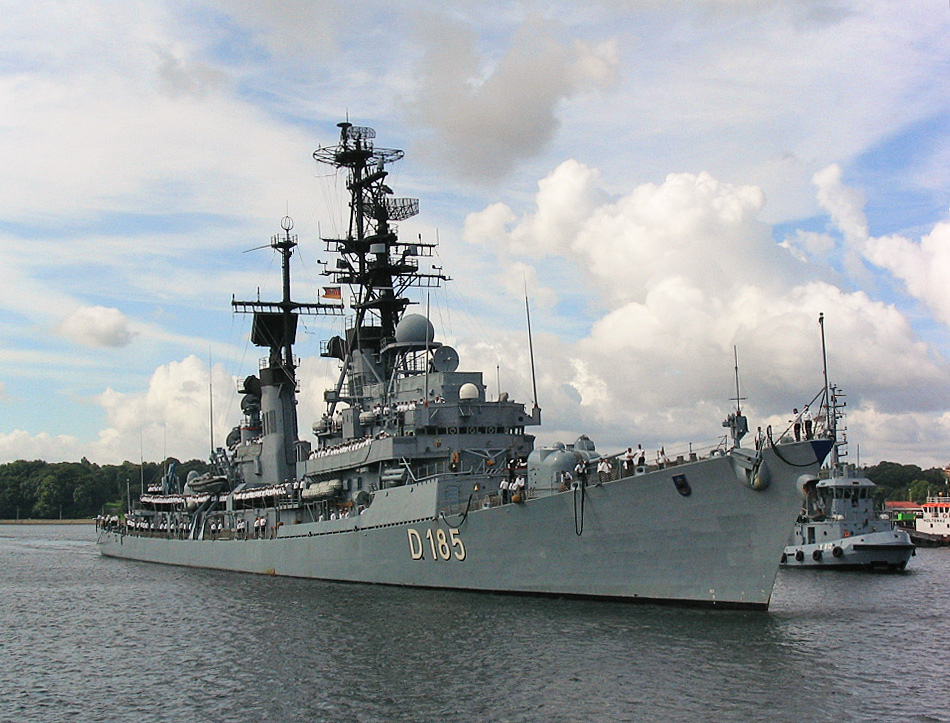
Die deutsche Lütjens

23 Zerstörer der Charles-F.-Adams-Klasse wurden für die US Navy, sechs Einheiten für ausländische Marinen gebaut. Drei dieser Einheiten waren für die Bundesmarine (alle gebaut bei Bath Iron Works) bestimmt, in der die Schiffe als Lütjens-Klasse fuhren. Die anderen drei Einheiten, auf den Werften der Defoe Shipbuilding Company gebaut, erwarb die Royal Australian Navy. Der Name lautete hier Perth-Klasse. Diese sechs Einheiten wurden auf Wunsch der Betreiber an eigene Bedürfnisse angepasst. Die deutschen Einheiten wurden so etwas im Zuschnitt der Räume und vor allem der Elektronikausstattung verändert, außerdem wurde ein zweiter Mast installiert. Auch hatten die deutschen Einheiten keine eigentlichen Schornsteine, sondern „Macks“ mit seitlichen Rauchgasabzügen. Die australischen Einheiten erhielten eine andere Waffenzuladung.
Ein weiterer Betreiber von Einheiten der Charles-F.-Adams-Klasse war die Griechische Marine, die 1991 vier der ausgemusterten Zerstörer der US Navy erwarb und bis zu 13 Jahre lang betrieb.

### Einsatzzeit

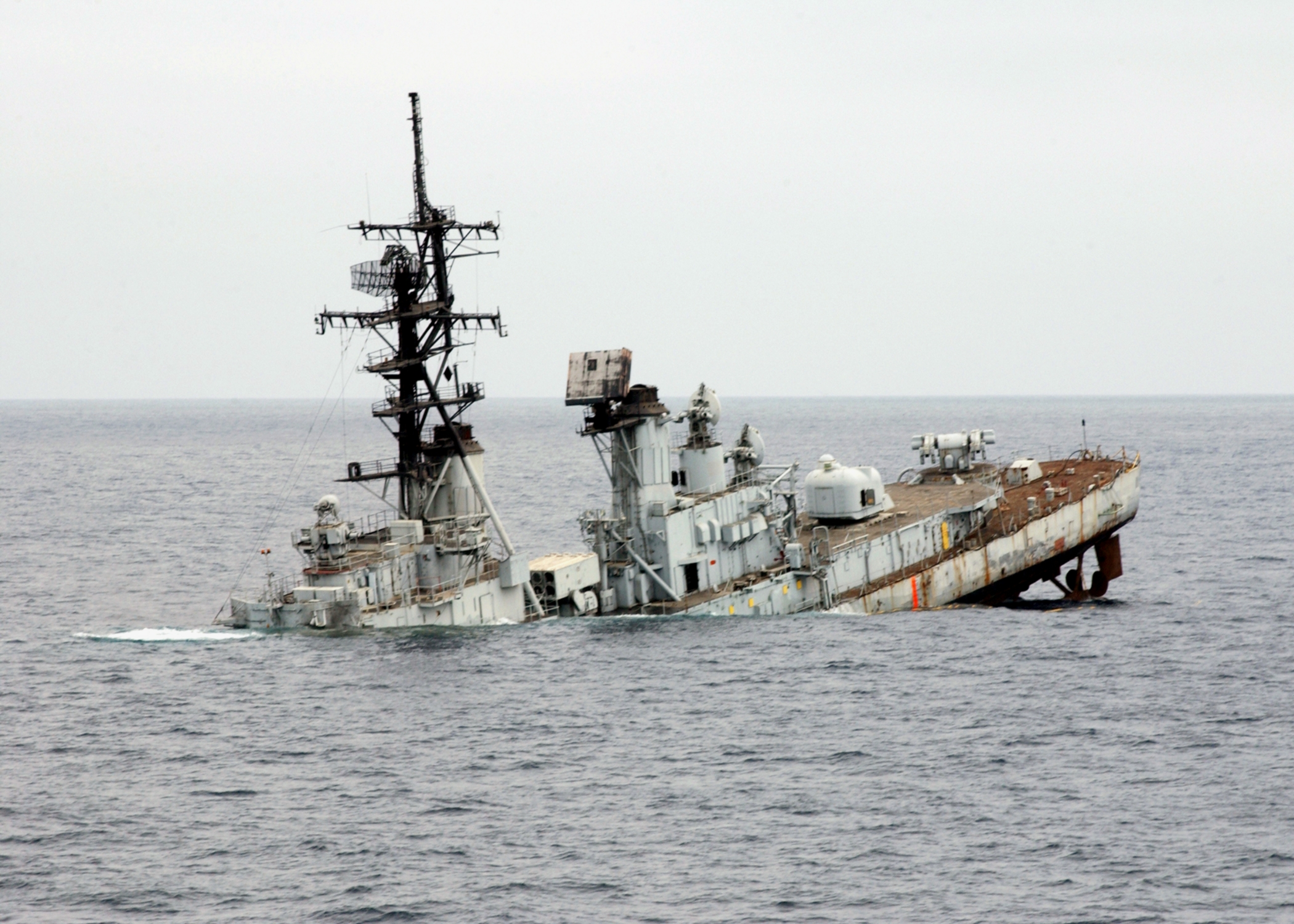
Untergang der zuletzt als Zielschiff verwendeten Towers

Die Schiffe der Charles-F.-Adams-Klasse wurden bei der US Navy zwischen 1960 und 1964 in Dienst gestellt. Die drei australischen Einheiten wurden zwischen 1965 und 1967 aktiviert, die deutschen Schiffe 1969 und 1970. Die US Navy wollte ihre Einheiten in den 1980er Jahren modernisieren, um die Einsatzzeit auf 35 bis 40 Jahre auszudehnen. Aus Kostengründen wurde dies jedoch nicht durchgeführt und die Schiffe nach einer Einsatzzeit von 30 Jahren außer Dienst gestellt. Die Adams wurden in der US Navy von den Arleigh-Burke-Zerstörern ersetzt, die Deutsche Marine baute als Ersatz die Sachsen-Klasse und die RAN ersetzte sie durch Fregatten der Adelaide- und Anzac-Klasse.
Abgesehen von den verkauften Schiffen wurden die Adams-Zerstörer zerlegt oder als Übungsziel versenkt beziehungsweise erwarten dieses Schicksal noch. Eine geplante Nutzung des Typschiffs, die Charles F. Adams, als Museumsschiff wurde 2018 verworfen. 2020 erfolgte der Abbruch der Charles F. Adams in Texas.

## Technik

### Rumpf

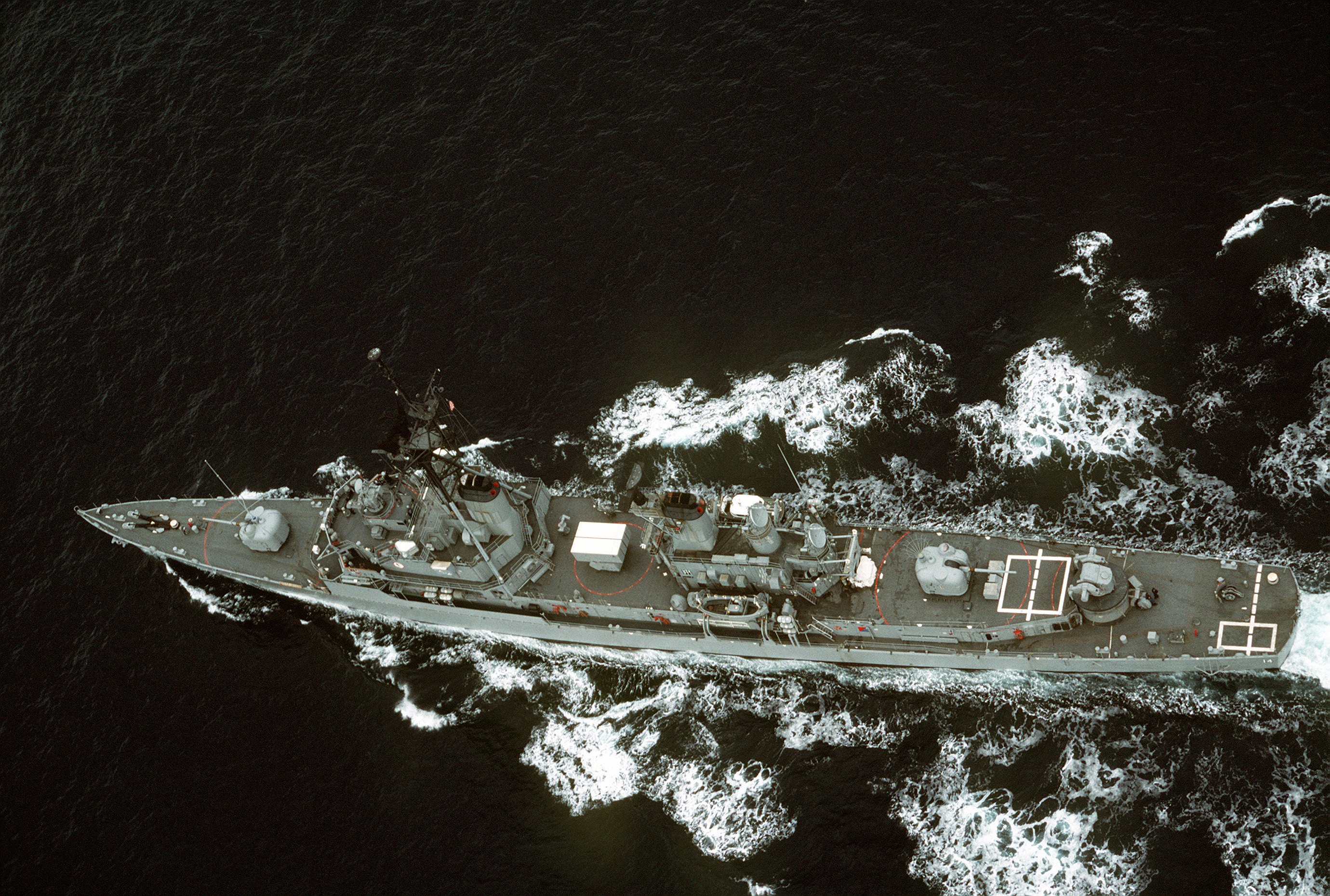
Decksansicht der Buchanan

Der Rumpf der Charles-F.-Adams-Klasse war 133 Meter lang und 14 Meter breit. Damit war er nur wenig länger als der der Forrest-Sherman-Klasse, von der der Entwurf abgeleitet war. Die Verdrängung lag bei voller Zuladung bei 4.500 ts. Der Rumpf bestand aus Stahl, während die Aufbauten aus Gewichtsgründen aus Leichtmetallen, vor allem Aluminium, gefertigt worden sind. Auf diesen Aufbauten befand sich der einzige Mast für die Radaranlagen, am Schornstein lag lediglich eine kleine Plattform für eine weitere Antenne. Die Fortführung der Deckserhöhung achtern, auf der das Geschütz stand, wird durch das Flugkörpermagazin bedingt, das sich in diesem Raum befindet.
Für einen Helikopterlandeplatz oder gar einen Hangar für die permanente Stationierung eines Helikopters war dagegen kein Platz an Bord. Achtern befand sich lediglich eine für VERTREP vorgesehene Fläche, also für die Versorgung durch schwebende Helikopter (VERTREP: Vertical Replenishment, dt.: Vertikale Versorgung).

### Antrieb

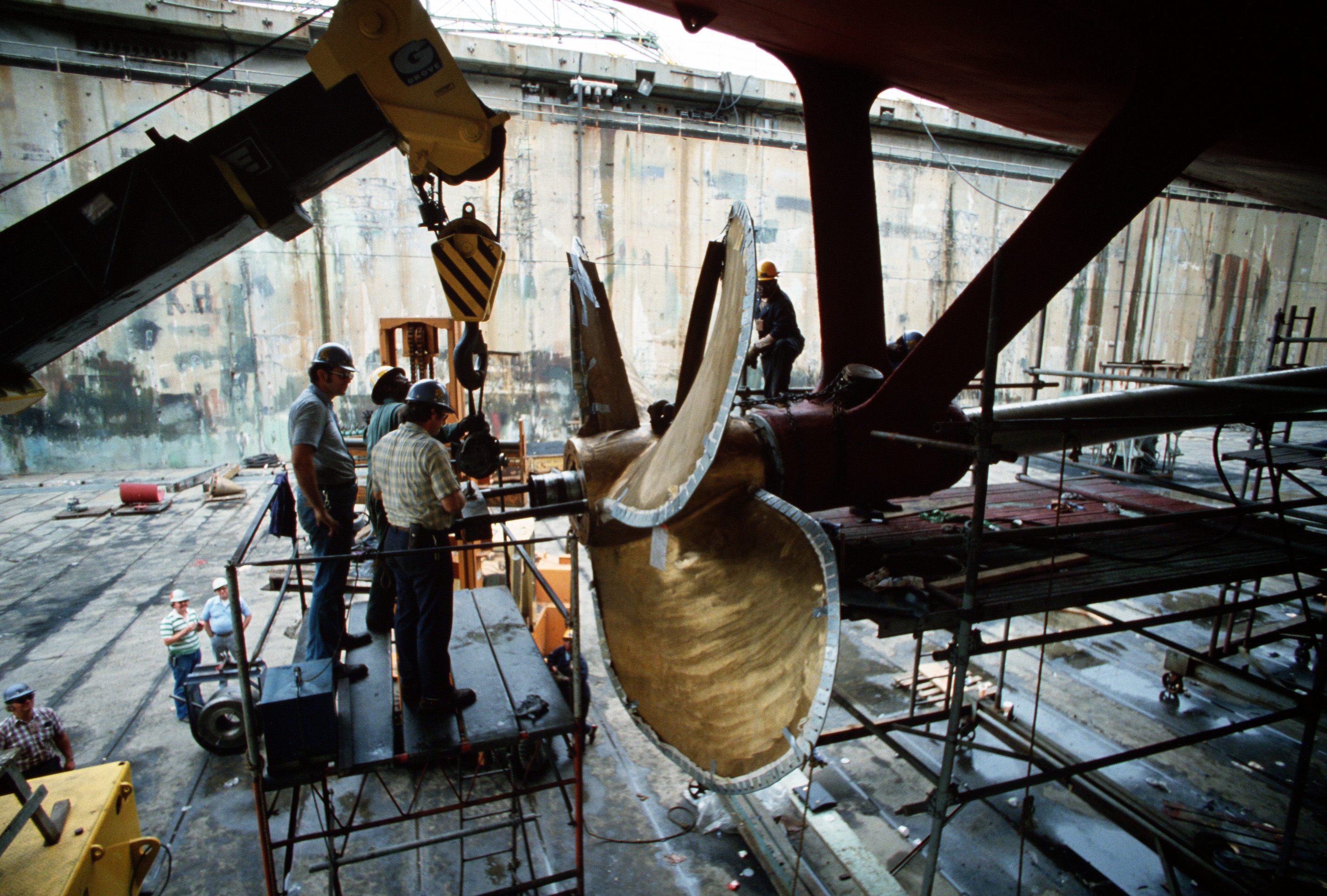
Backbordpropeller der Claude V. Ricketts

Der Antrieb der Schiffe der Charles-F.-Adams-Klasse war ein Dampfturbinenantrieb. Es existierten vier Kessel, die das Wasser bei einem Druck von bis zu 1.200 psi (85 bar) erhitzten. Der entstehende Dampf wurde auf zwei Getriebeturbinen gelenkt, die jeweils eine Welle mit je einer Schraube antrieben. Die Leistung des Systems lag bei 70.000 PS, die Schiffe konnten damit Geschwindigkeiten von über 30 Knoten erreichen. Die Reichweite bei derart hohen Geschwindigkeiten lag allerdings nur bei ca. 1400 Seemeilen. Erst bei 20 Knoten konnten die Schiffe effektiv eingesetzt werden, dann erhöhte sich die Reichweite auf 4.500 Seemeilen, bei 14 Knoten gar auf 6000 Seemeilen. Die Menge an mitgeführtem Brennstoff lag bei 900 ts.
Vier zusätzliche Generatoren, die den nötigen Dampf ebenfalls aus den Kesseln bezogen, waren für die Energieversorgung an Bord zuständig. Diese konnten bis zu 2 Megawatt Leistung liefern.

### Bewaffnung

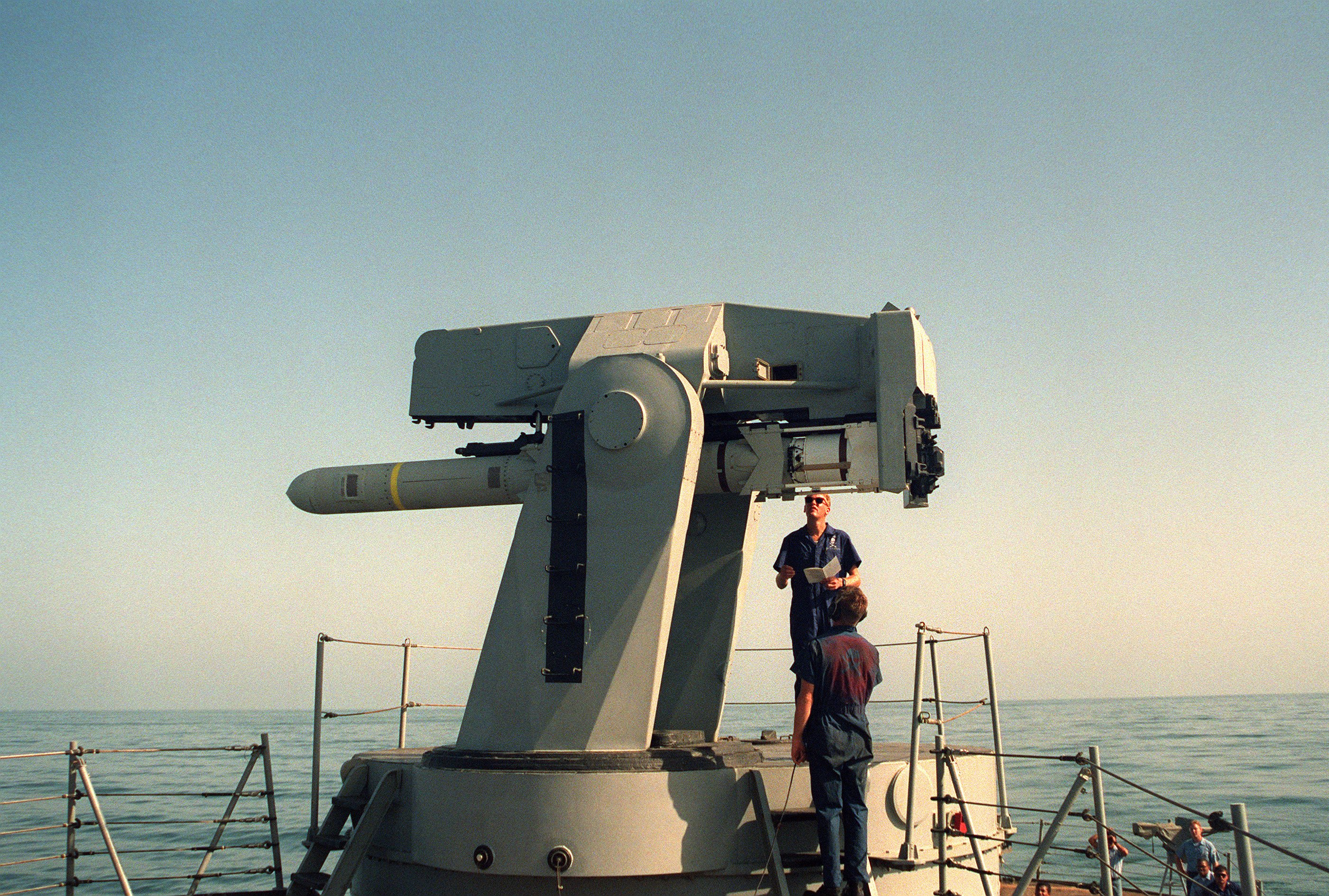
Eine Harpoon im Starter der Goldborough

Die Hauptbewaffnung der Adams bestand aus dem Luftabwehrsystem, dessen Starter sich ganz achtern befand. Die ersten 14 Einheiten erhielten einen Doppelstarter Mark 11, während auf den restlichen neun Einheiten ein Einarmstarter Mark 13 installiert worden ist. Gemein ist beiden Systemen eine Schussfrequenz von 8 Flugkörpern pro Minute sowie die Magazinkapazität. Alle Schiffe feuerten die Mittelstreckenrakete RIM-24 Tartar beziehungsweise nach deren Außerdienststellung die RIM-66 Standard Missile Medium Range ab. Über die Starter konnte bei Bedarf auch der Seezielflugkörper AGM-84 Harpoon verschossen werden. Insgesamt konnten 40 Flugkörper im Magazin mitgeführt werden.
Am Bug sowie achtern befand sich bei jedem der 23 Zerstörer je ein Geschütz vom Typ Mark 42. Diese Fünf-Zoll-Geschütze mit Kaliberlänge 54 waren auf kurze Reichweiten für Angriffe auf Luft- und Seeziele, aber auch für Landziele, vorgesehen. Vorn an den Aufbauten befand sich zum Einsatz gegen U-Boote an jeder Seite ein Dreifach-Torpedowerfer. Ebenfalls der Bekämpfung von U-Booten diente der Starter Mark 16 für acht ASROC-Raketentorpedos. Dieser war mittschiffs, also achtern der Aufbauten, aber noch vor dem Schornstein aufgestellt.

### Elektronik

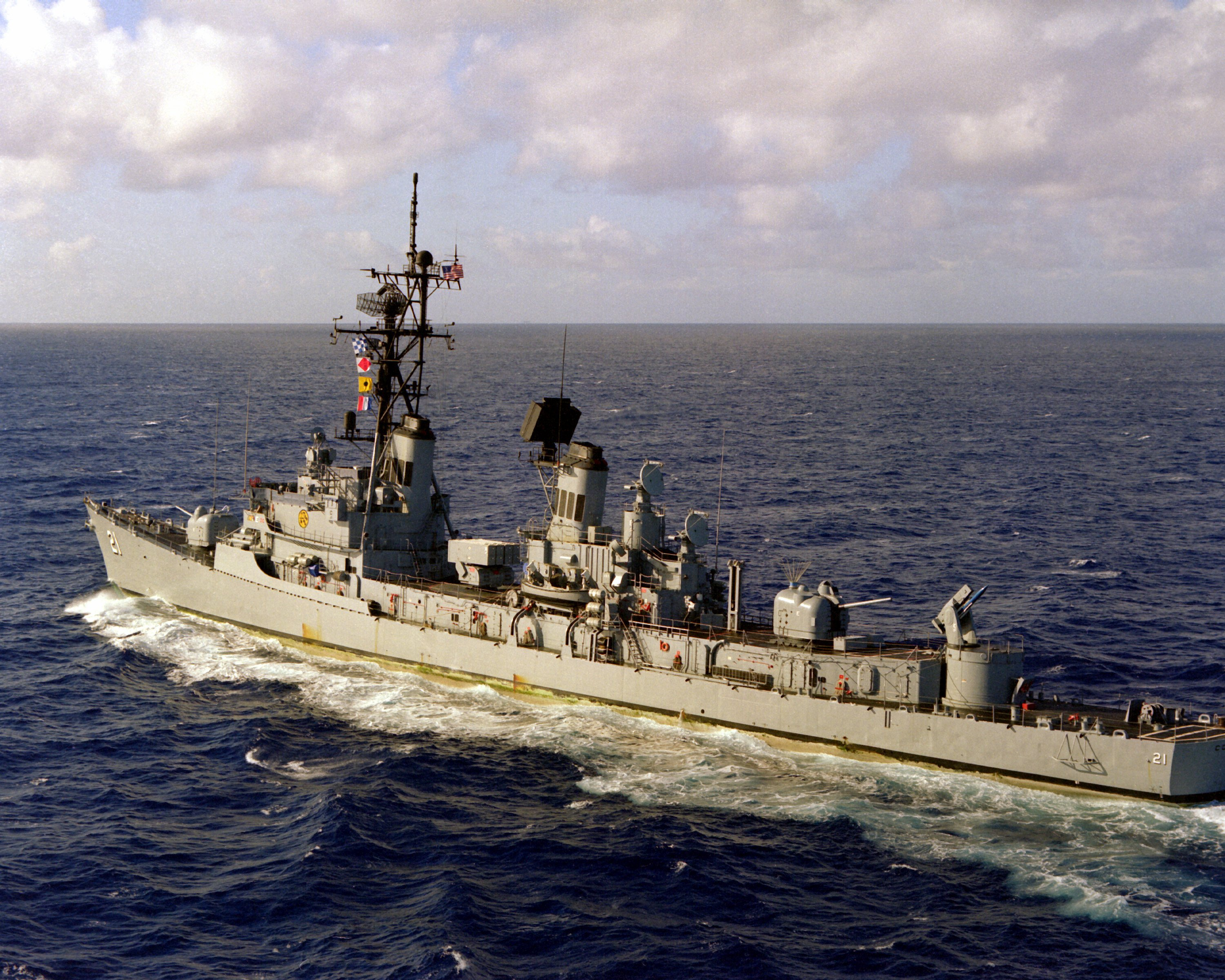
Gut zu erkennen die Flächenantenne SPS-52 am Schornstein sowie die Radarbeleuchter SPG-51 für die SM-1 dahinter

Das Navigationsradar auf den Zerstörern der Charles-F.-Adams-Klasse war das SPS-10 von Raytheon, das sich auf dem Mast, unterhalb des Hauptradars befindet. Dieses meint das zweidimensionale System, das bei den ersten Einheiten (DDG-2 bis DDG-14) das SPS-29 war. Bei DDG-15 bis DDG-24 wurde hingegen das modernere SPS-40 von Lockheed eingesetzt. Als 3D-Radar fungierte bei allen Schiffen das SPS-39 von Hughes Aircraft, wobei die Antenne recht bald durch die des moderneren Systems SPS-52 vom selben Hersteller ersetzt wurde. Diese befand sich auf einer Plattform am achterlichen Schornstein.
Fähig zu elektronischer Kampfführung waren die Adams zu Beginn durch das WLR-6-System, das durch das neuere SLQ-32 ersetzt wurde. Die Antennen können für Fernmelde- und elektronische Aufklärung eingesetzt werden. Ebenfalls zum SLQ-32-Paket gehört das Mark 36 SRBOC, das Düppel und Flares in die Luft schießt, die anfliegende Raketen sowohl mit Radar- wie auch mit Infrarotsuchkopf vom Schiff ablenken sollen.
Als Sonar fungierte bei einem Großteil der Einheiten das am Rumpf montierte SQS-23, das lediglich aktiv eingesetzt werden kann. DDG 16 bis DDG-19 erhielten das neuere SQQ-23, das neben den aktiven auch einen passiven Modus aufweist. DDG-20 bis DDG-24 fuhren mit dem im Bug montierten SQS-24.

## Einsatzprofil

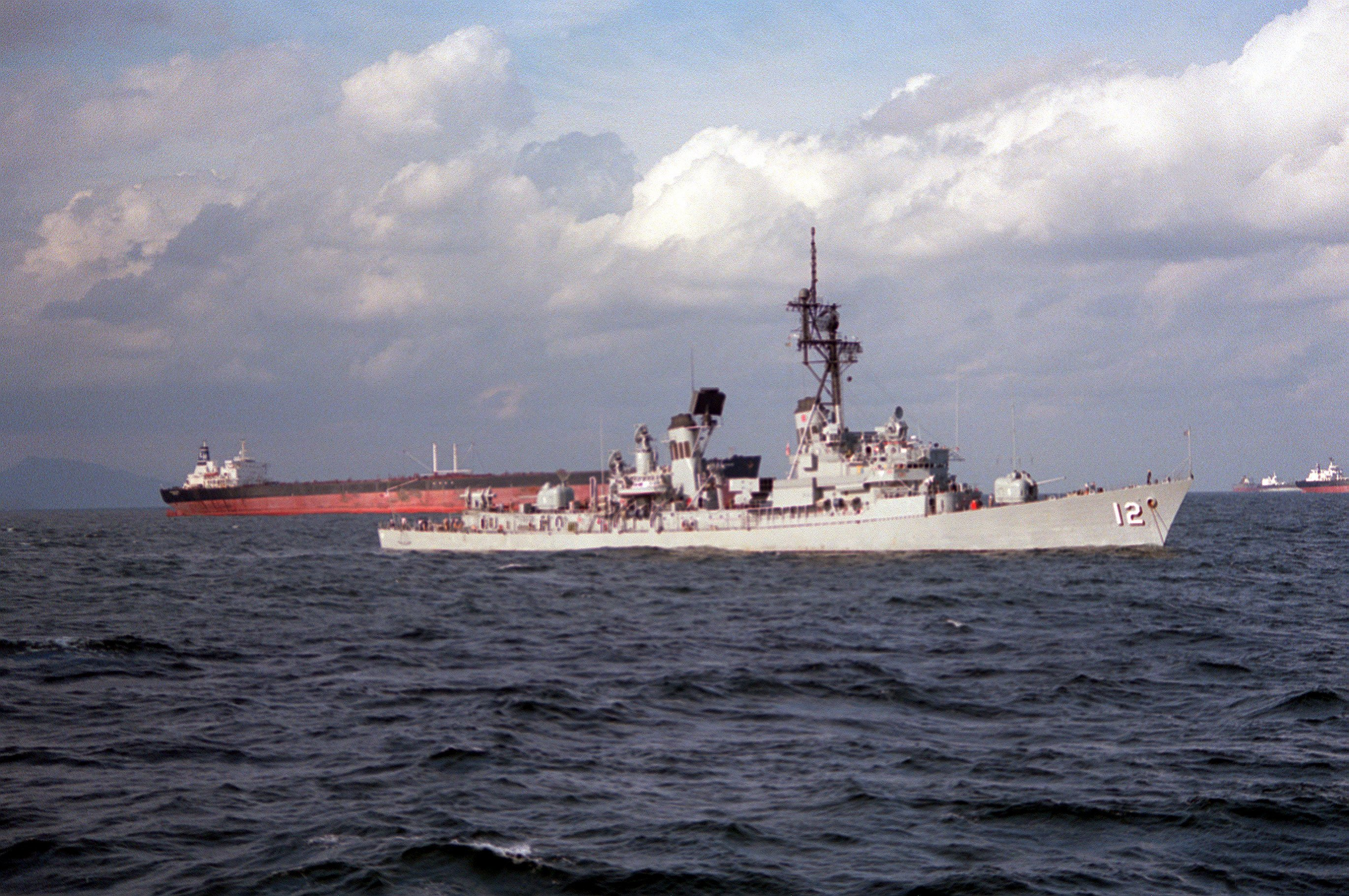
Die Robison bewacht die Polyanthus während Earnest Will

Die Zerstörer der Charles-F.-Adams-Klasse waren als Begleitschiffe für die Flugzeugträger in den so genannten Carrier Vessel Battle Groups vorgesehen. Dabei bestand ihre Hauptaufgabe in der Flugabwehr. Andere Schiffe konnten mit Seezielflugkörpern, mit dem Werfer für ASROC und den Torpedorohren auch U-Boote bekämpft werden.
Die Adams wurden erstmals im Vietnamkrieg eingesetzt. Neben der Bewachung von Flugzeugträgern, die von Yankee Station aus Luftangriffe gegen Nordvietnam durchführten, waren die Schiffe auch für die Identifikation von heimkehrenden Maschinen und für Combat Search and Rescue zuständig. Einige der Einheiten wurden auch näher an die Küste befohlen, wo ihre Geschütze Landziele beschossen. Später fuhren sie Einsätze im Rahmen der Kubakrise und in den 1980er Jahren im Persischen Golf während des Iran-Irak-Kriegs. Dabei waren einige Adams an der Operation Earnest Will und der Operation Praying Mantis beteiligt. Die letzten Einsatzfahrten fanden Anfang der 1990er Jahre im Rahmen der Operationen Desert Shield und Desert Storm statt.
Auch die australischen Einheiten nahmen am Vietnamkrieg teil. Bei der RAN und der Bundesmarine dienten die Schiffe als eigenständige Kampfeinheiten unter anderem zur Bewachung der eigenen Hoheitsgewässer. Die drei deutschen Adams wurden außerdem regelmäßig in die ständigen Einsatzverbände der NATO in den Atlantik und das Mittelmeer abkommandiert.

## Einheiten der US Navy
| Name               | Kennung | Bauwerft                        | Kiel- legung | Stapel- lauf | Indienst- stellung | Außerdienst- stellung | Verbleib                                                               | Gestrichen a |
| ------------------ | ------- | ------------------------------- | ------------ | ------------ | ------------------ | --------------------- | ---------------------------------------------------------------------- | ------------ |
| Charles F. Adams   | DDG-2   | Bath Iron Works                 | 16.06.1958   | 08.09.1959   | 10.09.1960         | 01.08.1990            | Verschrottet                                                           | 01.08.1990   |
| John King          | DDG-3   | Bath Iron Works                 | 25.08.1958   | 30.01.1960   | 04.02.1961         | 30.03.1990            | Verschrottet                                                           | 12.01.1993   |
| Lawrence           | DDG-4   | New York Shipbuilding           | 27.10.1958   | 27.02.1960   | 06.01.1962         | 30.03.1990            | Verschrottet                                                           | 16.05.1990   |
| Claude V. Ricketts | DDG-5   | New York Shipbuilding           | 18.05.1959   | 14.06.1960   | 05.05.1962         | 31.10.1989            | Verschrottet                                                           | 01.06.1990   |
| Barney             | DDG-6   | New York Shipbuilding           | 10.08.1959   | 10.12.1960   | 11.08.1962         | 17.12.1990            | Verschrottet                                                           | 20.11.1992   |
| Henry B. Wilson    | DDG-7   | Defoe Shipbuilding              | 28.02.1958   | 22.04.1959   | 17.12.1960         | 02.10.1989            | Als Ziel versenkt                                                      | 26.01.1990   |
| Lynde McCormick    | DDG-8   | Defoe Shipbuilding              | 04.04.1958   | 28.07.1959   | 03.06.1961         | 01.10.1991            | Als Ziel versenkt                                                      | 20.11.1992   |
| Towers             | DDG-9   | Todd Pacific Shipyards          | 01.04.1958   | 23.04.1959   | 06.06.1961         | 01.10.1990            | Als Ziel versenkt                                                      | 27.05.1992   |
| Sampson            | DDG-10  | Bath Iron Works                 | 02.03.1959   | 21.05.1960   | 24.06.1961         | 24.06.1991            | Verschrottet                                                           | 20.11.1992   |
| Sellers            | DDG-11  | Bath Iron Works                 | 03.08.1959   | 09.09.1960   | 28.10.1961         | 31.10.1989            | Verschrottet                                                           | 20.11.1992   |
| Robison            | DDG-12  | Defoe Shipbuilding              | 28.04.1959   | 27.04.1960   | 09.12.1961         | 01.10.1991            | Verschrottet                                                           | 20.11.1992   |
| Hoel               | DDG-13  | Defoe Shipbuilding              | 03.08.1959   | 04.08.1960   | 16.06.1962         | 01.10.1990            | Umbau zu Kraftwerksschiff, danach verschrottet                         | 20.11.1992   |
| Buchanan           | DDG-14  | Todd Pacific Shipyards          | 17.01.1958   | 11.05.1960   | 07.02.1962         | 01.10.1991            | Als Ziel versenkt                                                      | 20.11.1992   |
| Berkeley           | DDG-15  | New York Shipbuilding           | 01.06.1960   | 29.07.1961   | 15.12.1962         | 30.09.1992            | Als Themistoklis (D221) an Griechenland verkauft, später verschrottet  | 01.12.1992   |
| Joseph Strauss     | DDG-16  | New York Shipbuilding           | 27.12.1960   | 09.12.1961   | 20.04.1963         | 01.02.1990            | Als Formion (D220) an Griechenland verkauft, später verschrottet       | 11.01.1995   |
| Conyngham          | DDG-17  | New York Shipbuilding           | 01.05.1961   | 18.05.1962   | 13.07.1963         | 30.10.1990            | Verschrottet                                                           | 30.05.1991   |
| Semmes             | DDG-18  | Avondale Shipyard               | 15.08.1960   | 20.05.1961   | 10.12.1962         | 14.04.1991            | Als Kimon (D218) nach Griechenland verkauft, 2006 verschrottet         | 14.04.1991   |
| Tattnall           | DDG-19  | Avondale Shipyard               | 14.11.1960   | 26.08.1961   | 13.04.1963         | 18.01.1991            | Verschrottet                                                           | 12.01.1993   |
| Goldsborough       | DDG-20  | Puget Sound Bridge and Dredging | 03.01.1961   | 15.12.1961   | 09.11.1963         | 29.04.1993            | Als Ersatzteil nach Australien verkauft, später verschrottet.          | 29.04.1993   |
| Cochrane           | DDG-21  | Puget Sound Bridge and Dredging | 31.07.1961   | 18.07.1962   | 21.03.1964         | 01.10.1990            | Verschrottet                                                           | 20.11.1992   |
| Benjamin Stoddert  | DDG-22  | Puget Sound Bridge and Dredging | 11.06.1962   | 08.01.1963   | 12.09.1964         | 20.12.1991            | Beim Schlepp zur Verschrottung gesunken                                | 20.11.1992   |
| Richard E. Byrd    | DDG-23  | Todd Pacific Shipyards          | 12.04.1961   | 06.02.1962   | 07.03.1964         | 27.04.1990            | Zur Teilegewinnung an Griechenland verkauft, später als Ziel versenkt  | 01.10.1992   |
| Waddell            | DDG-24  | Todd Pacific Shipyards          | 06.02.1962   | 26.02.1963   | 28.08.1964         | 01.10.1992            | Als Nearchos (D219) an Griechenland verkauft, später als Ziel versenkt | 01.10.1992   |